# Eupithecia perturbatrix
Eupithecia perturbatrix là một loài bướm đêm trong họ Geometridae.